# La vaca que cantó una canción hacia el futuro
La vaca que cantó una canción hacia el futuro es una película dramática chilena dirigida por Francisca Alegría que se estrenó en el Festival de Cine de Sundance a fines de enero de 2022. En el papel principal de la fábula ambiental con elementos de realismo mágico, Mía Maestro interpreta a Magdalena, a quien se creía muerta.

## Sinopsis
Los peces están muriendo en los ríos de Chile debido a la contaminación del agua provocada por el hombre. Sus cadáveres son arrastrados en masa a orillas del Río Cruces. En medio del río, una mujer emerge de las profundidades, jadeando por aire. Su nombre es Magdalena y se la dio por muerta durante muchos años.
Tras regresar a la vaquería de su familia, su marido Enrique sufre un infarto al verla. Su hija Cecilia luego regresa a casa con sus dos hijos para cuidarlo. Todas las personas que la mujer creía muertas se comportan de forma muy extraña, y su presencia también parece influir en los aparatos eléctricos.

## Lanzamiento
La película se mostró por primera vez el 23 de enero de 2022 en el Festival de Cine de Sundance. Se proyectó en el Festival Internacional de Cine de San Francisco a fines de abril de 2022. Se presentó en el Festival Internacional de Cine en Guadalajara en junio de 2022 y en el Festival Internacional de Cine Fantasía desde mediados de julio de 2022. Se proyecto en el Festival Internacional de Cine de Melbourne en agosto de 2022.

## Recepción

### Recepción crítica

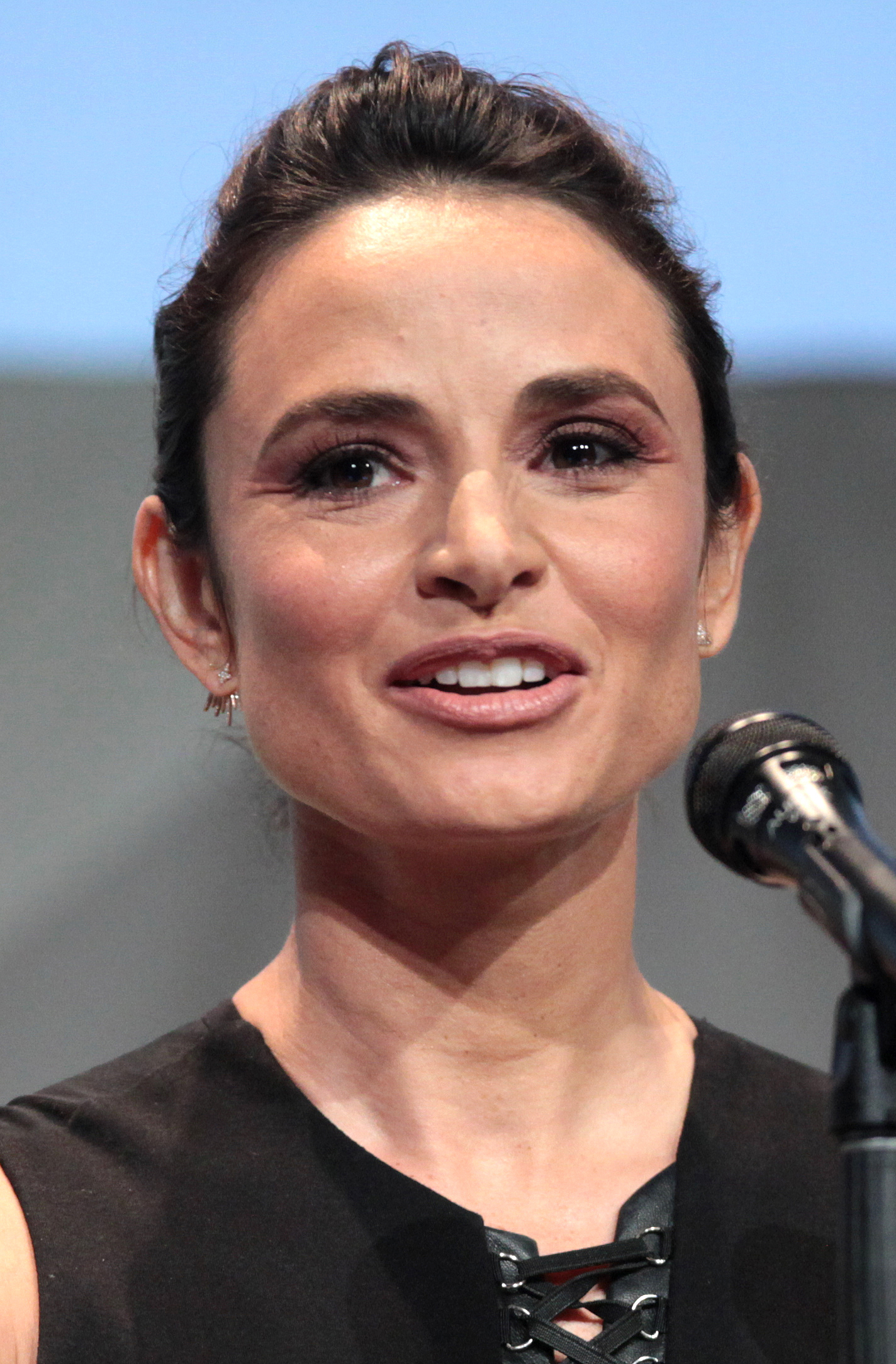
Mía Maestro interpreta a Magdalena

En Rotten Tomatoes, el filme tiene un porcentaje máximo de aprobación del 100% con una calificación promedio de 6.8 sobre 10.
En su reseña, Caitlin Quinlan de la revista de cine Little White Lies describe la película como una meditación folclórica sobre la relación entre los seres humanos y el medio ambiente, madre e hijo. La película de Francisca Alegría tiene una cualidad mística y se mueve con fluidez a través de su trama minimalista. Los personajes tropiezan en escenarios oníricos a través de una visión de un mundo en el que esperan vivir. Si el regreso de Magdalena coincide con el declive del hábitat y la posiciona así como una especie de ecoprofeta, esto también puede entenderse como una alegoría de la madre tierra. Incluso en su abstracción, La vaca que cantó una canción hacia el futuro es una película curiosa que fomenta la introspección y ofrece una visión esperanzadora para la sanación colectiva.

### Reconocimientos
Festival Internacional de Cine de Cleveland 2022
- Nominada en el Concurso Nueva Dirección (Francisca Alegría)[9]

Festival Internacional de Cine en Guadalajara 2022
- Nominación en la Competencia de Largometrajes Iberoamericanos[10]

Festival de Cine de Múnich 2022
- Nominación en el concurso CineRebels (Francisca Alegría)[11]

Festival de Cine de la Ciudad de Luxemburgo 2022
- Nominación en la Competición Oficial

Festival Internacional de Cine de Melbourne 2022
- Nominación en el Concurso Bright Horizons[12]

Festival de Cine de Miami 2022
- Nominación al premio Knight Marimbas[13]

Festival Internacional de Cine Fantástico de Neuchatel 2022
- Nominación en el concurso internacional[14]

Festival Internacional de Cine de San Francisco 2022
- Nominación en la Competencia Cine Latino[15]